# These Walls
A These Walls Teddy Geiger dala, az Underage Thinking című album egyik száma. 2006-ban adták ki.

## Listás helyezés
| Slágerlista (2006)                    | Elért helyezés |
| ------------------------------------- | -------------- |
| Ausztrál ARIA kislemezlista           | 50             |
| USA Billboard Hot Adult Top 40 Tracks | 32             |
| USA Billboard Top 40 Mainstream       | 34             |